# Остали алкалоиди
Од алкалоида ове групе значајан је кинин као лек против маларије, који се добија из осушене коре једне тропске биљке пореклом из Јужне Америке, која се сада гаји и на Јави и у Африци, затим ресерпин који се користи као седатив и антихипертоник, а добија се екстракцијом из биљке Rauwolfias B. из Индије. 
Такође значајан је и стрихнин, који се користи као стимуланс за дисање и као тоник, а који се добија из једне биљне врсте из Азије, и лобелин стимуланс за дисање и лек против пушења, а добија се из једне биљке која расте у Северној Америци.